# انیا بیریال هانسن
انیا بیریال هانسن (دانمارکی: Anja Byrial Hansen؛ زادهٔ ۱ نوامبر ۱۹۷۳) بازیکن هندبال اهل دانمارک بود.
از افتخارات وی می‌توان به کسب مدال طلا به‌همراه تیم ملی هندبال زنان دانمارک در بازی‌های المپیک تابستانی ۱۹۹۶ اشاره کرد.